# Knallstein
Knallstein är en bergstopp i Österrike.   Den ligger i distriktet Hallein och förbundslandet Salzburg, i den centrala delen av landet, 250 km väster om huvudstaden Wien. Toppen på Knallstein är 2 233 meter över havet, eller 92 meter över den omgivande terrängen. Bredden vid basen är 0,56 km. Knallstein ingår i Tennengebirge.
Terrängen runt Knallstein är bergig åt sydväst, men åt nordost är den kuperad. Närmaste större samhälle är Hallein, 18,4 km nordväst om Knallstein. 
I omgivningarna runt Knallstein växer i huvudsak blandskog. Runt Knallstein är det ganska glesbefolkat, med 45 invånare per kvadratkilometer.